# Europas miljöhuvudstäder

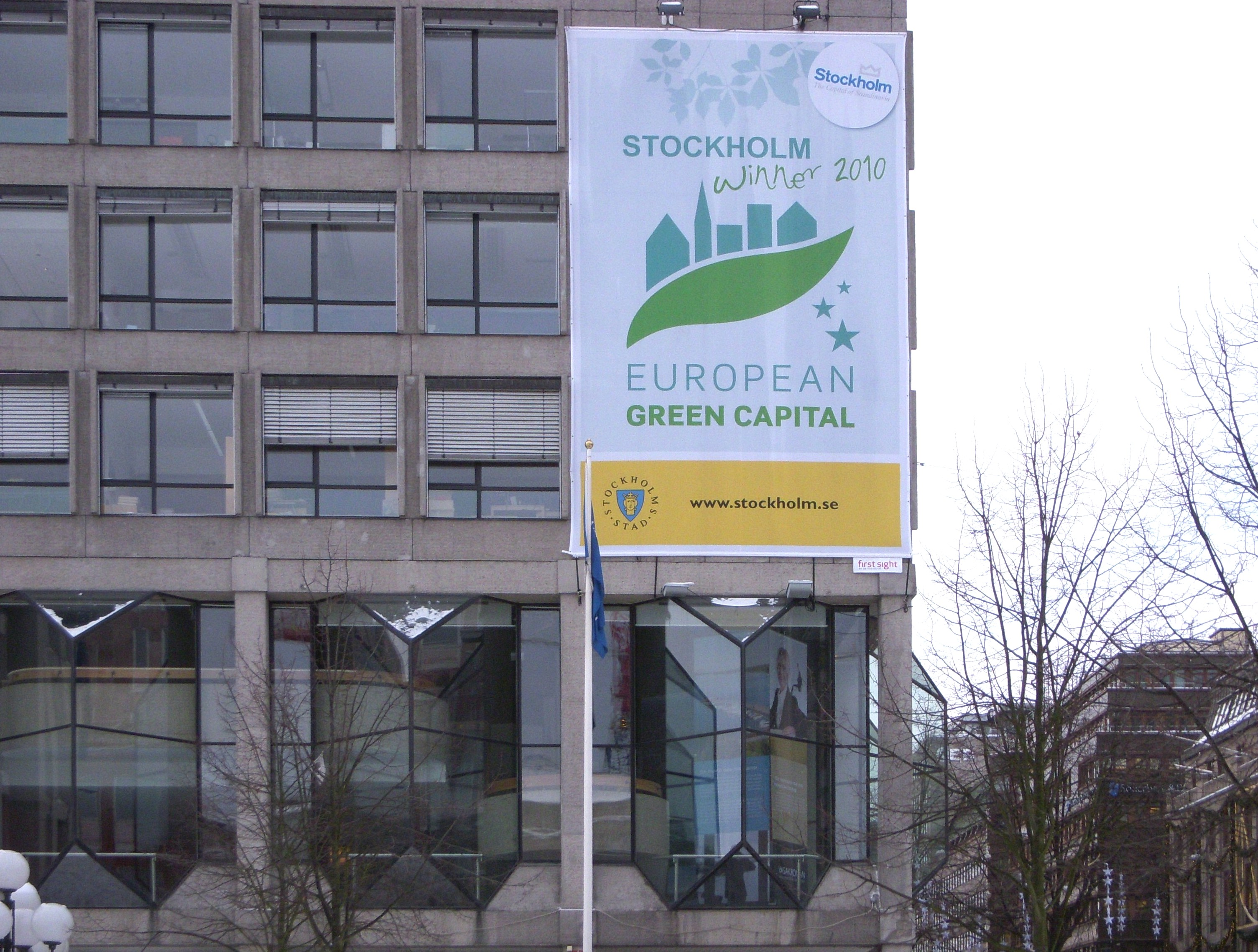
Affisch med den officiella logon på Sverigehuset i Stockholm, 2010.

Europeisk miljöhuvudstad är en stad i Europa som av EU utsetts till miljöhuvudstad. Utmärkelsen instiftades år 2009 för att förbättra den europeiska levnadsmiljön i städerna - och på så vis miljön i sin helhet. Den första staden som erhöll priset var Stockholm år 2010 följt av Hamburg år 2011.

## Priset
Idén för en europeisk miljöhuvudstad lades fram 2006 på ett möte i Tallinn, där representanter från 15 europeiska städer undertecknade ett meddelande som förespråkade en sådan utmärkelse. Detta ansågs lämpligt då 80 procent av EU:s befolkning i början av år 2009 lever i tätorter varför behovet av en ren och hållbar utveckling i städerna är viktig.
Priset instiftades av Europeiska kommissionen för att uppmuntra en hållbar utveckling i Europas städer och pristagaren får under ett år kalla sig Europas miljöhuvudstad. Målet med initiativet är att förbättra den europeiska levnadsmiljön i städerna - och på så vis miljön i sin helhet. Genom utmärkelsen skall städer även kunna stå som förebild för andra, samt skapa en vilja att bli mer miljövänlig.
Syftet med priset är att (översatt från engelska):
- Belöna städer som har en konsekvent historia av att uppnå en hög miljöstandard;
- Uppmuntra städer att åta sig fortgående och ambitiösa mål för ytterligare miljöförbättring och hållbar utveckling;
- Tillhandahålla en förebild för att inspirera andra städer och främja de bästa metoderna och erfarenheterna i alla andra europeiska städer.

Utmärkelsens slogan är "Green cities – fit for life".

## Utnämning för 2010 och 2011
Den första gången utmärkelsen delades ut var den 29 januari 2009, då miljöhuvudstäderna för år 2010 respektive 2011 utnämndes. De sökande städerna sökte alltså till både 2010 och 2011. Utnämningen gick till på så vis att städerna först bedömdes av en expertpanel med tio personer som var specialister för varje av de områden som skulle bedömas.  Kriterierna som de nominerade städerna bedömdes efter var: klimatförändringar, lokala transporter, grönområden, luftkvalitet, buller, avfall, vatten och avlopp, hållbart utnyttjande av mark, biologisk mångfald och miljöstyrning. Därefter fattades beslut om vinnare av en jury bestående av företrädare för Europeiska kommissionen, Europeiska miljöbyrån, ICLEI (Local Governments for Sustainability), Europeiska federationen för transport och miljö (T&E), EU-huvudstädernas förbund (UCUE) och regionkommittén.
Juryns motivering för Stockholm var: "Har ett enastående, långt historiskt spår av integrerad stadsförvaltning även bekräftat av dess fortgående trovärdiga gröna referenser. Ambitiösa planer för framtiden demonstrerar tydligt kontinuitet. (Has an outstanding, long historical track record of integrated urban management also confirmed by its ongoing credible green credentials. Ambitious plans for the future clearly demonstrate continuity.)"
Juryns motivering för Hamburg var: "Har visat mycket stora resultat de senaste åren och i dagsläget, har även uppnått utmärkta miljönivåer över hela linjen. Staden har satt mycket ambitiösa framtidsplaner vilka lovar ytterligare förbättringar. (Has shown major achievements in the past years and at present, has also achieved excellent environmental standards across the board. The city has set very ambitious future plans which promise additional improvements.)"

## Utnämning för 2012 och 2013
I samband med The European Green Capital Conference 2010 (EGCC) som hölls i Stockholm utnämndes Europas miljöhuvudstad 2012 och 2013. De nominerade kandidaterna var Barcelona, Malmö, Nantes, Nürnberg, Reykjavik och Vitoria-Gasteiz. Av dessa belönas den spanska staden Vitoria-Gasteiz och franska Nantes för sitt arbete att skapa miljövänliga stadsmiljöer.
Vitoria-Gasteiz har utsetts till miljöhuvudstad för 2012. I staden finns ett stort grönt bälte som gör att ingen invånare bor mer än 300 meter från ett grönområde. Man har även arbetat hårt för att minska vattenförbrukningen. Målet är att sänka förbrukningen till under 100 liter vatten per person och dag.
Nantes tar över som miljöhuvudstad 2013 och belönas bland annat för sin ambitiösa transportpolitik. Staden var först i Frankrike med att återinföra elektriska spårvagnar. Därför har Nantes i dag en mycket bra luftkvalitet. Man räknar också med att minska sina koldioxidutsläpp med en fjärdedel fram till 2020.

## Miljöhuvudstäder[7]
- 2010 Stockholm (Sverige)
- 2011 Hamburg (Tyskland)
- 2012 Vitoria-Gasteiz (Spanien)
- 2013 Nantes (Frankrike)
- 2014 Köpenhamn (Danmark)
- 2015 Bristol (Storbritannien)
- 2016 Ljubljana (Slovenien)
- 2017 Essen (Tyskland)
- 2018 Nijmegen (Nederländerna) [8]
- 2019 Oslo (Norge)
- 2020 Lissabon (Portugal)[9]
- 2021 Lahtis (Finland)[9]
- 2022 Grenoble (Frankrike)
- 2023 Tallinn (Estland)
- 2024 Valencia (Valencia, Spanien)[10]
- 2025 Vilnius (Litauen)[10]

## Bildgalleri över belönade städer

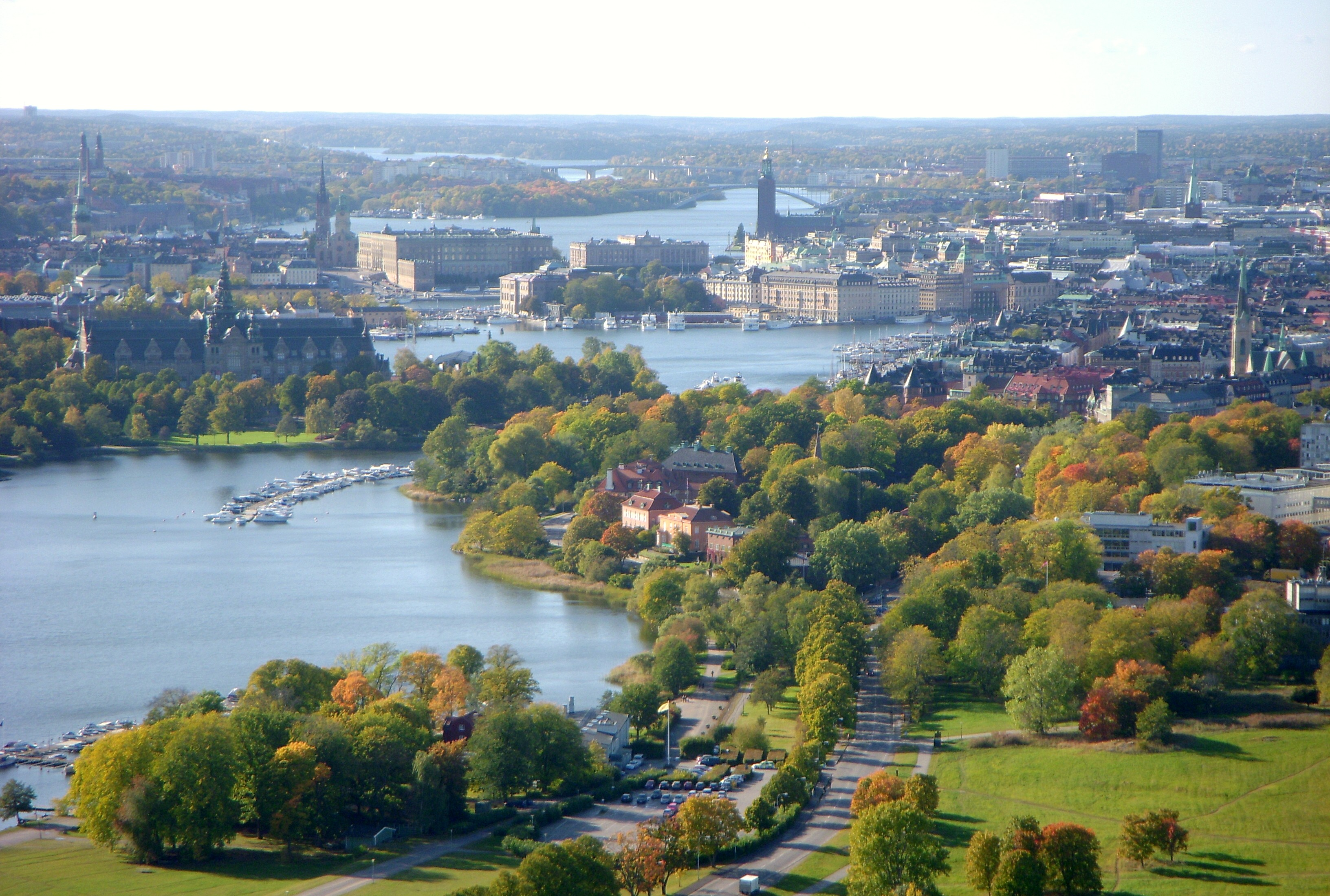
Stockholm (miljöhuvudstad 2010)
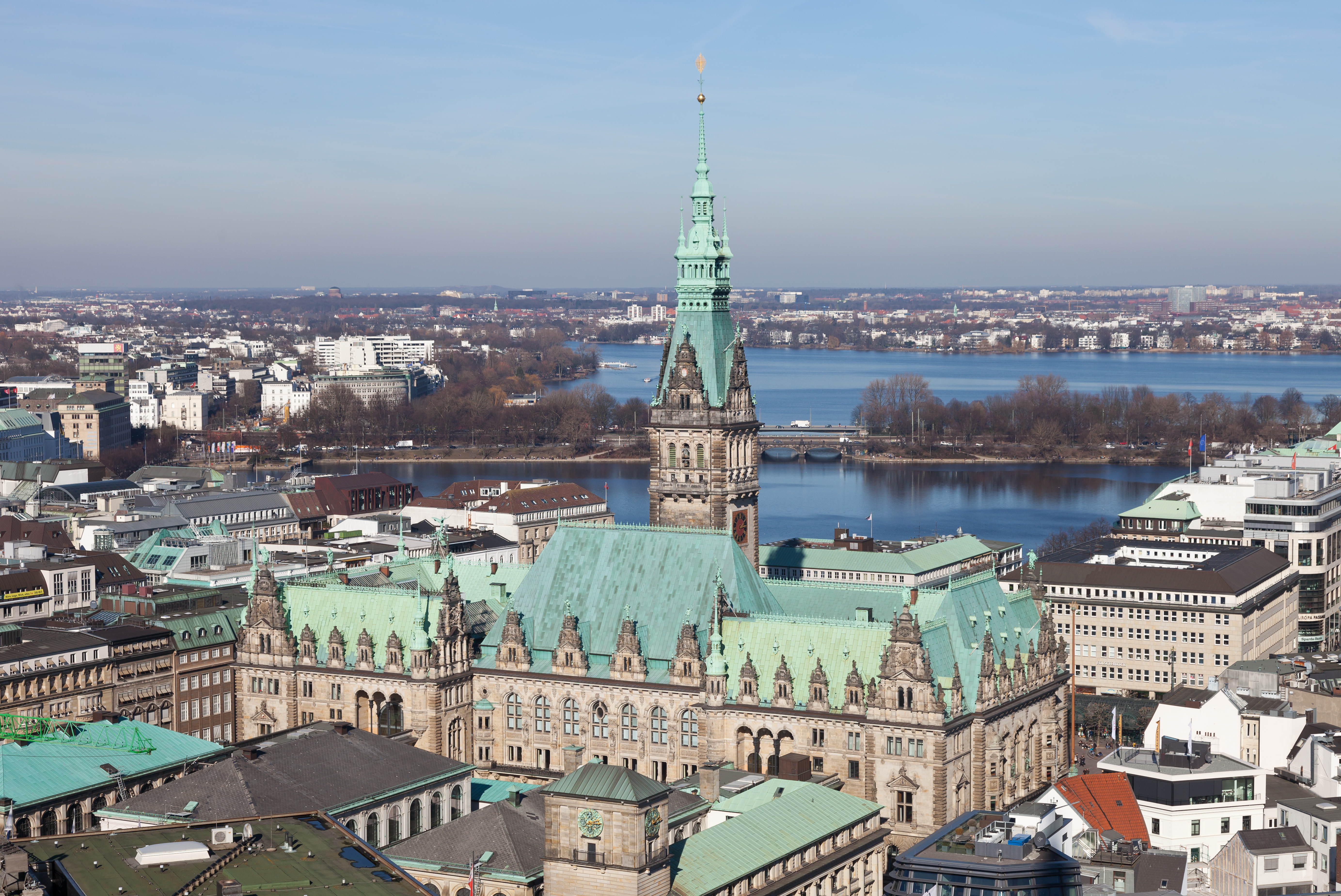
Hamburg (miljöhuvudstad 2011)
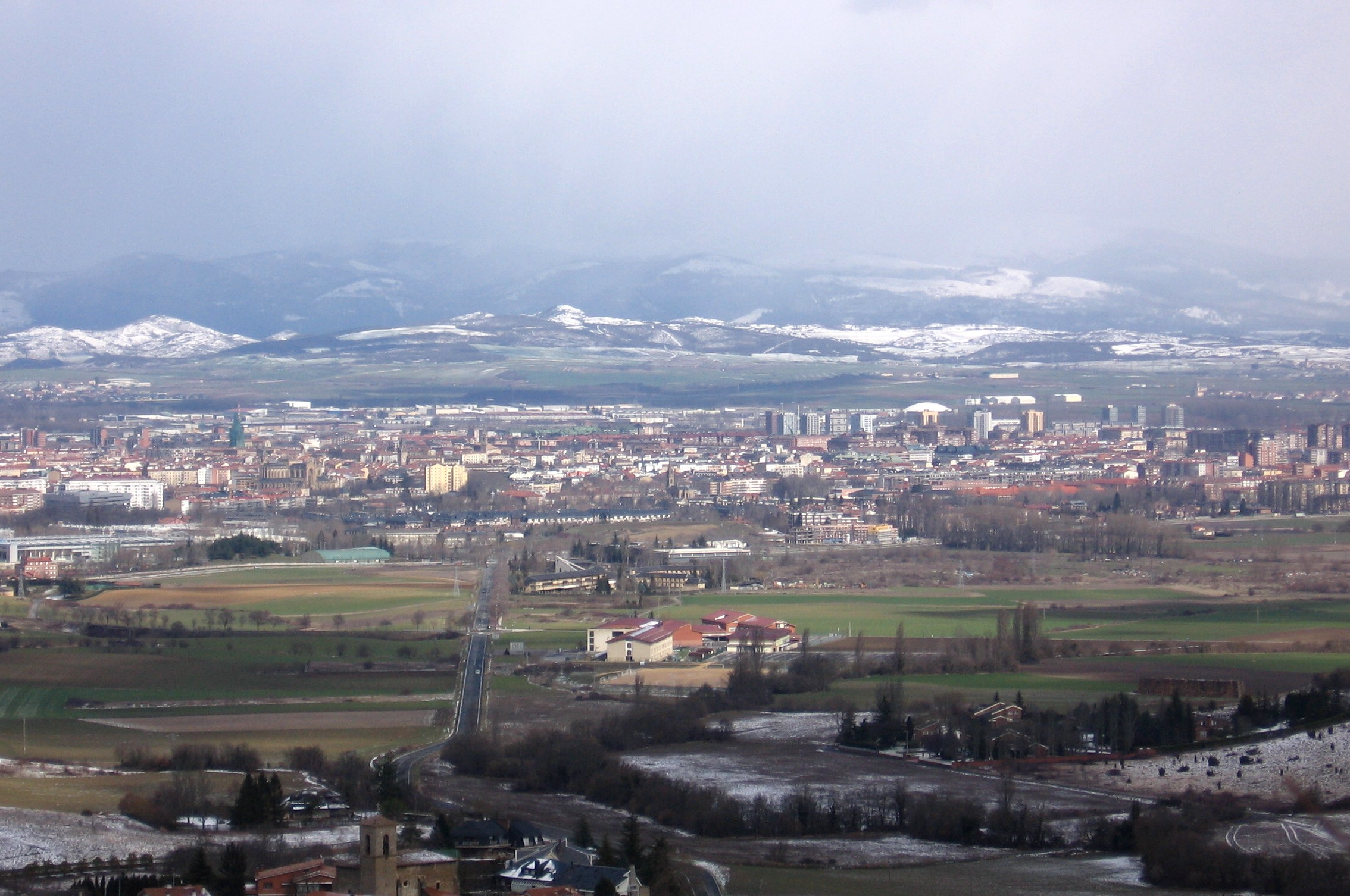
Vitoria-Gasteiz (miljöhuvudstad 2012)
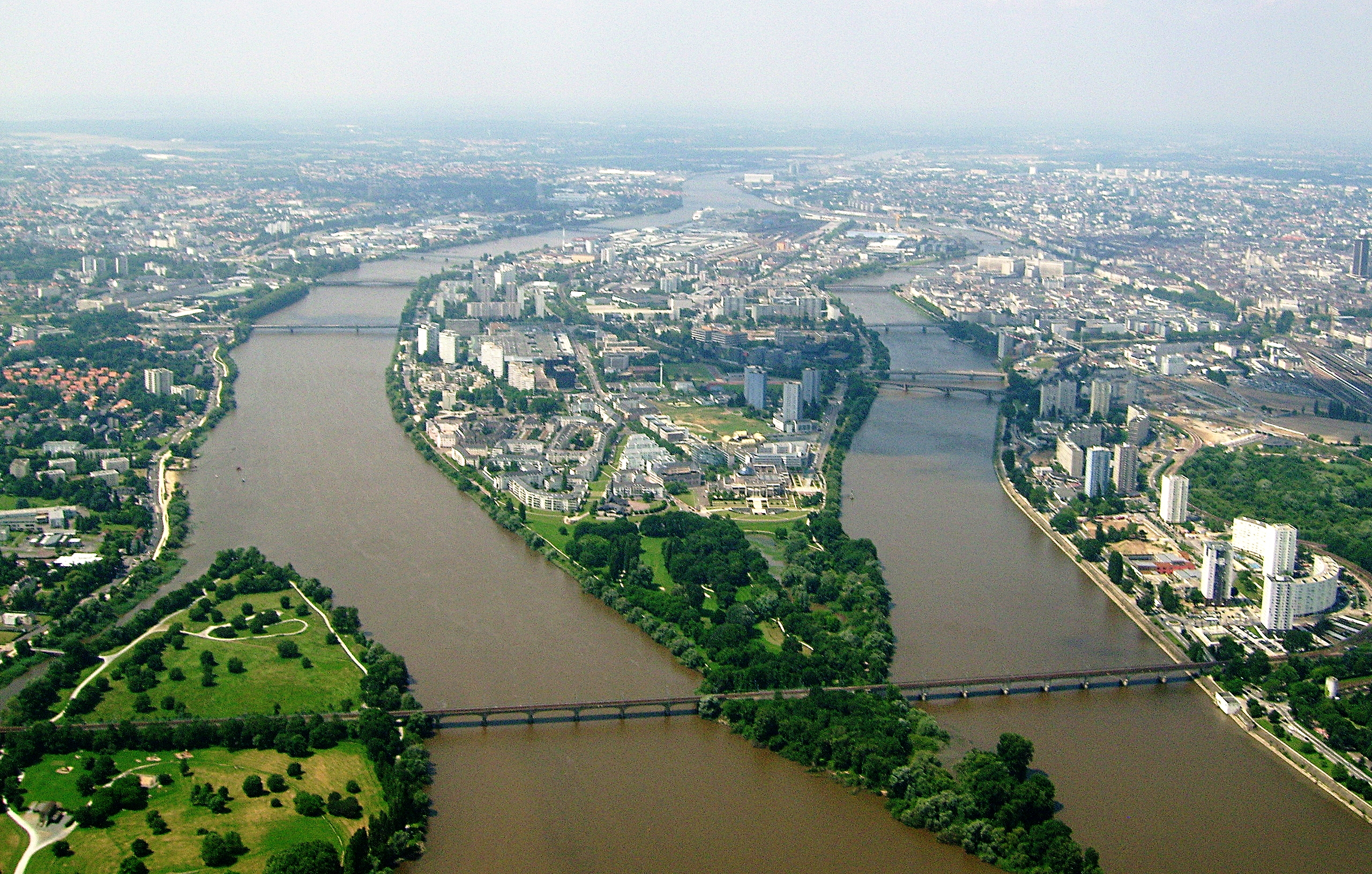
Nantes (miljöhuvudstad 2013)
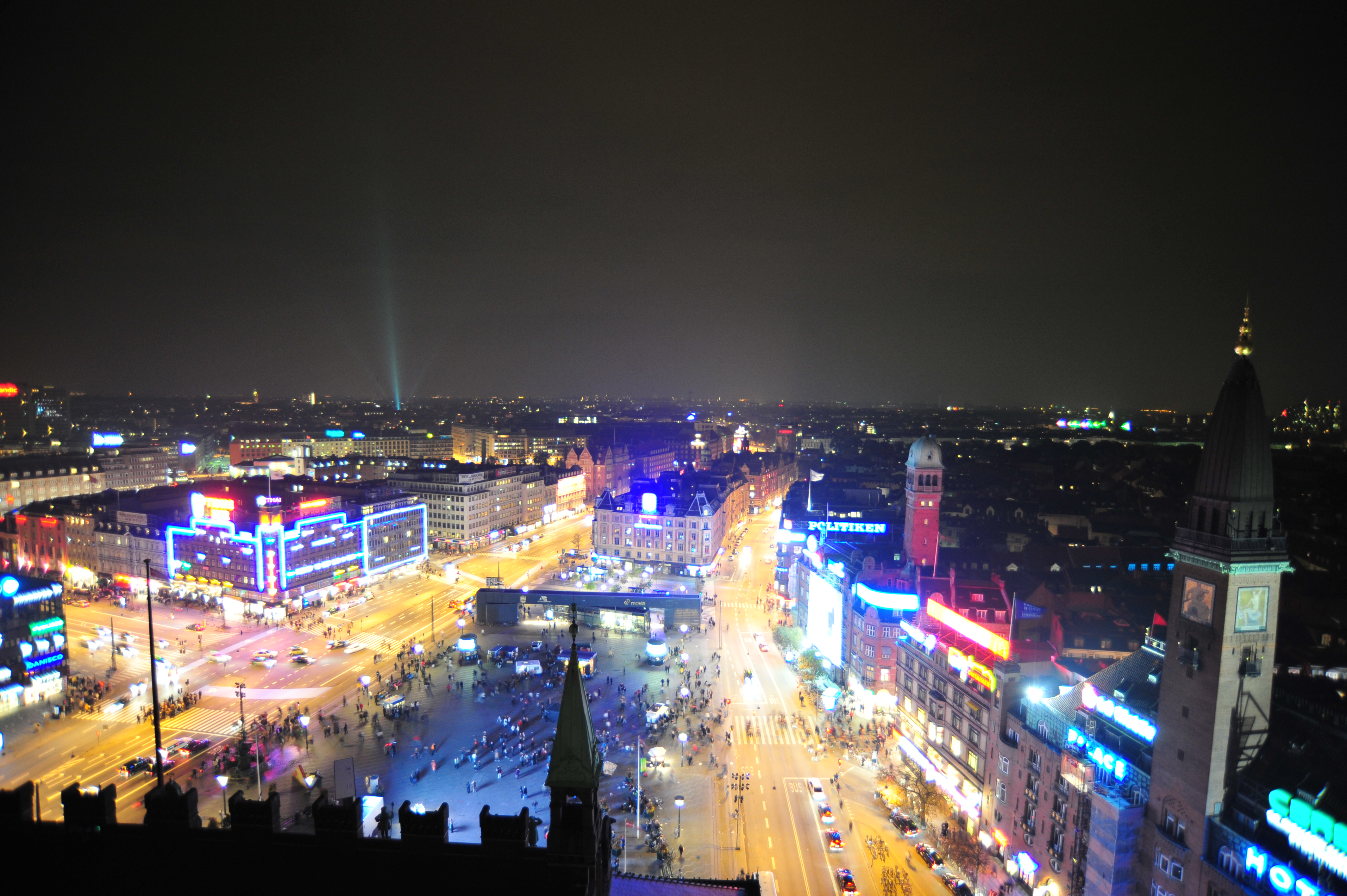
Köpenhamn (miljöhuvudstad 2014)
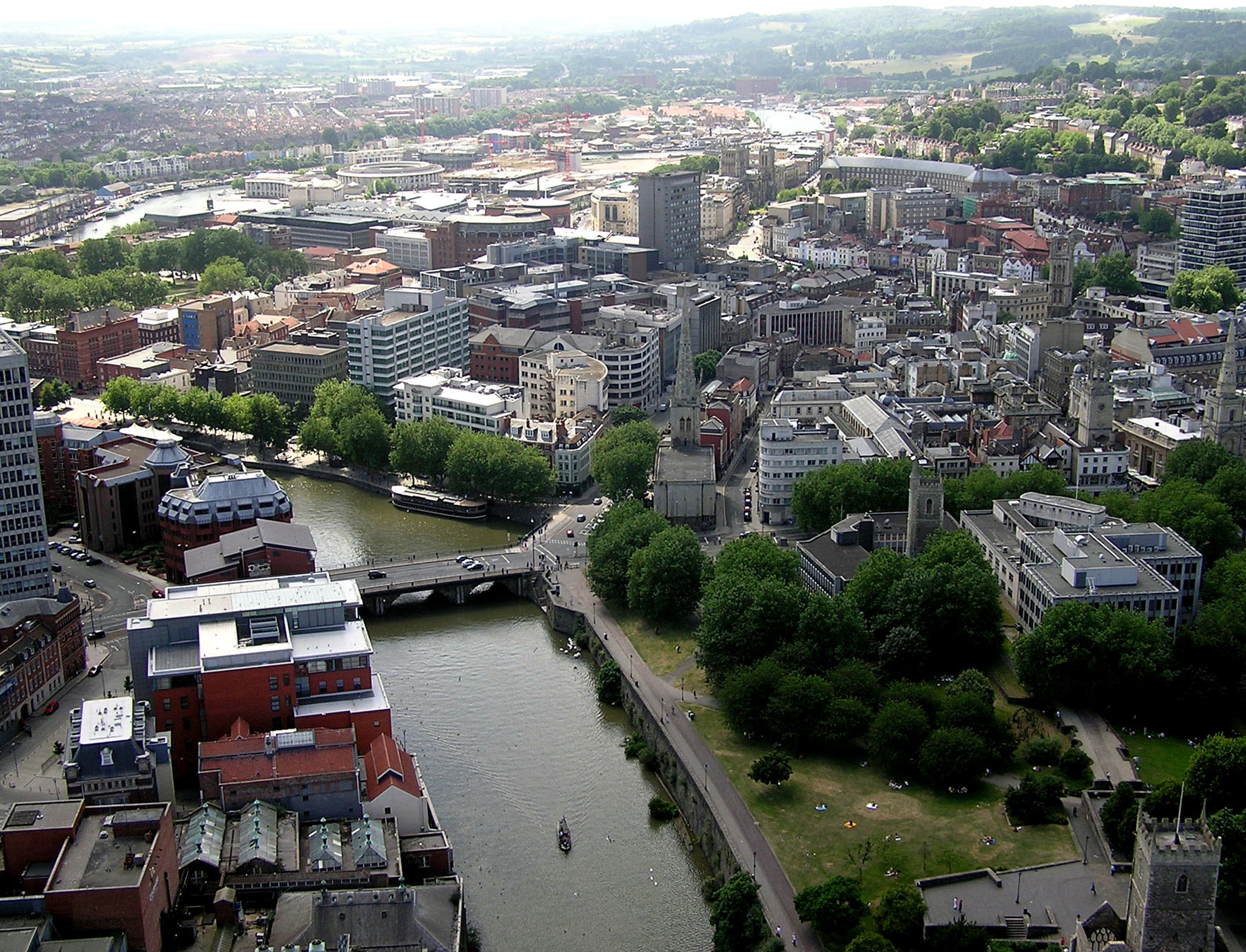
Bristol (miljöhuvudstad 2015)
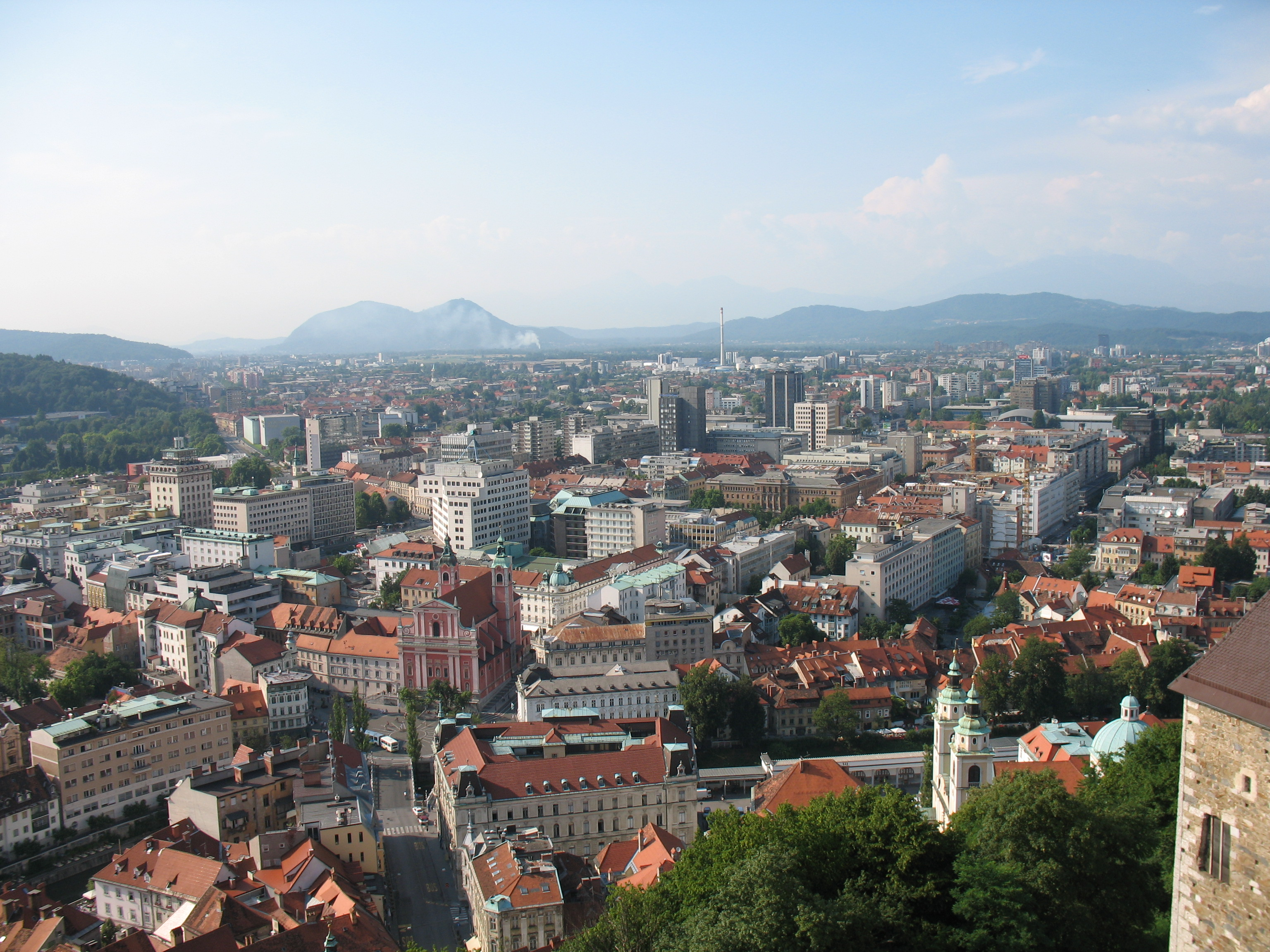
Ljubljana (miljöhuvudstad 2016)
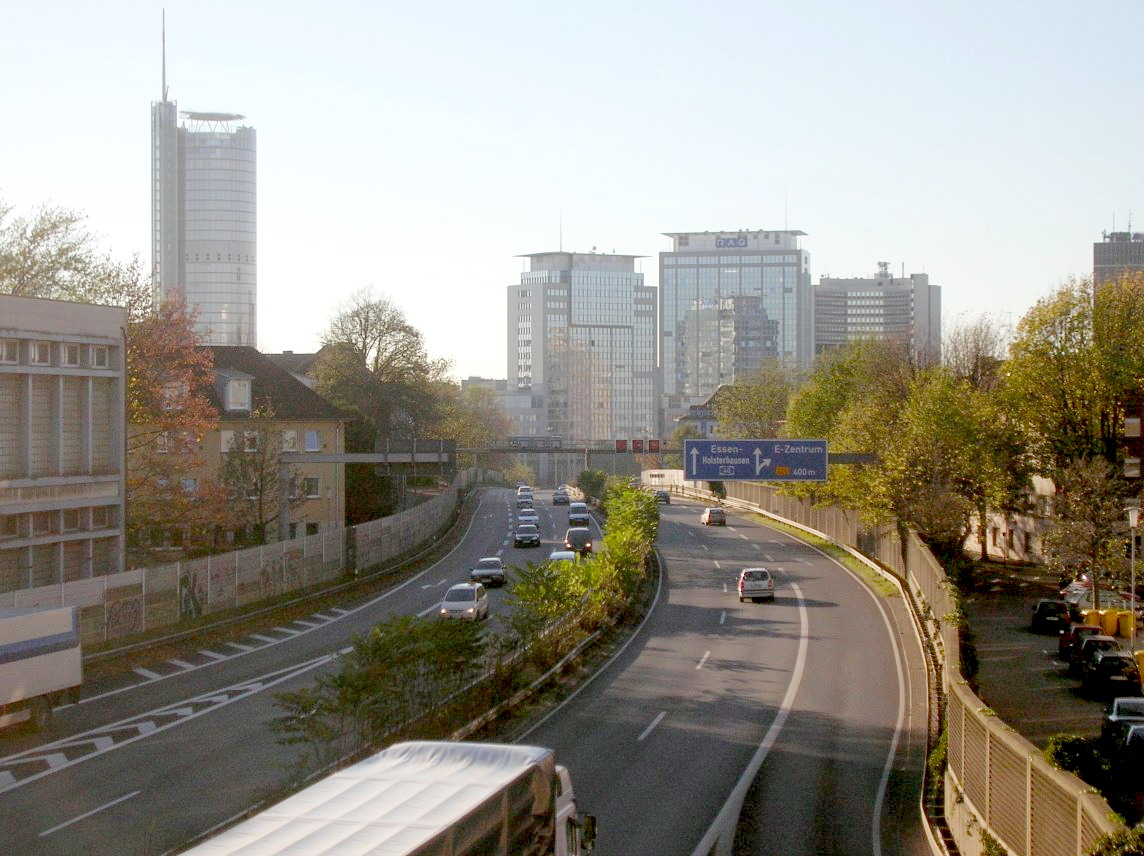
Essen (miljöhuvudstad 2017)